# Sköldpaddsstridsvagn

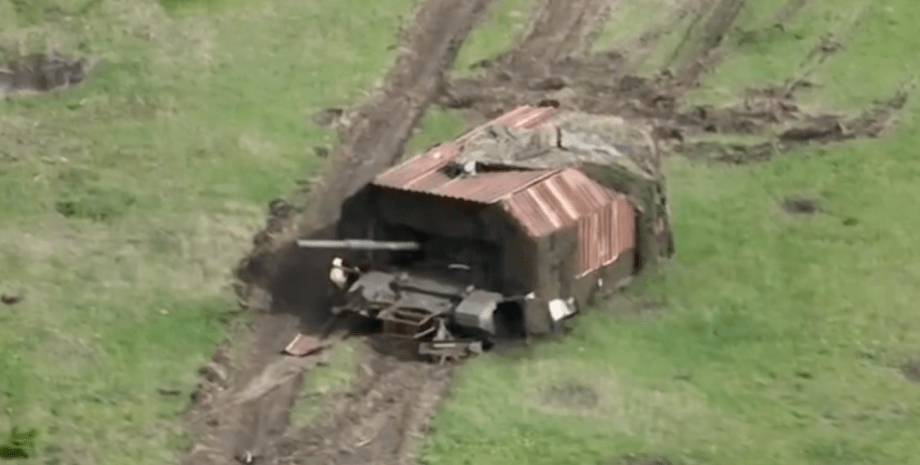
Rysk sköldpaddsstridsvagn i Ukraina.

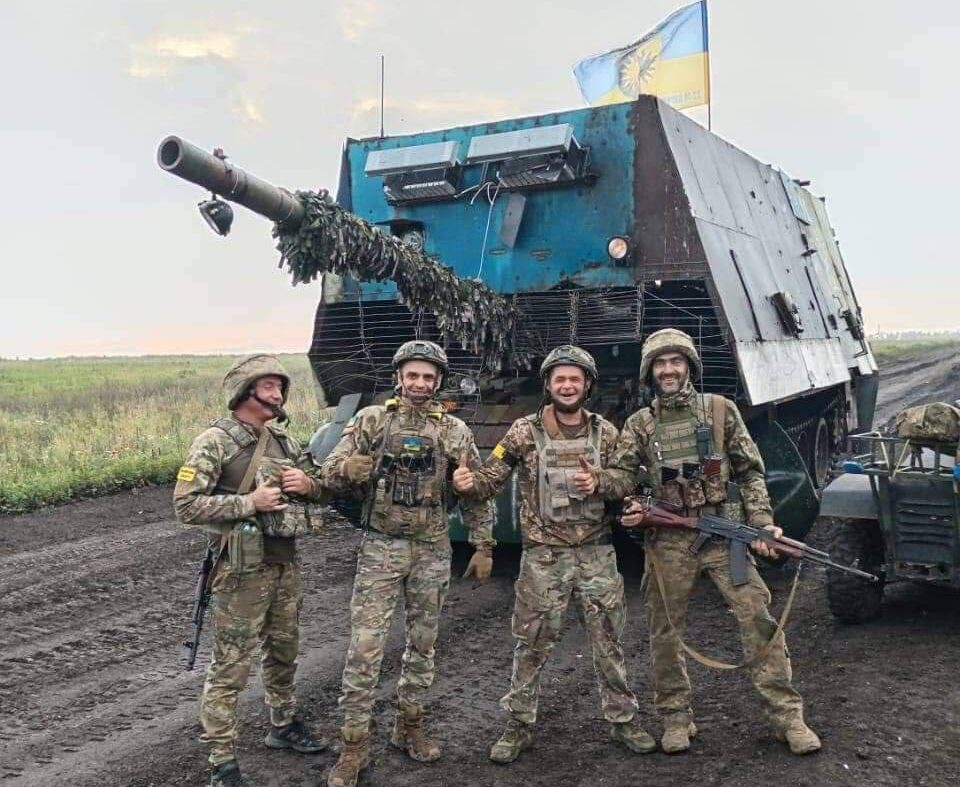
Rysk sköldpaddsstridsvagn erövrad av ukrainska styrkor.

Sköldpaddsstridsvagn, även kallade stormgarage och rullande lada med mera, är en serie ryska fältmodifierade stridsvagnar av modellen T-62, T-72 och T-80 etc som försetts med en improviserad bepansrad överbyggnad likt ett ”sköldpaddsskal” eller ”garagetak”. Stridsvagnarna har kraftiga störsändare, ämnade som skiktat pansar respektive elektroniskt motmedel mot drönaranfall, särskilt FPV-drönare (drönare som styrs i förstapersonsvy). Överbyggnaden begränsar kanontornets siktfält och sidriktning till en mindre glugg framåt, varför vagnarna inte avses för att skjuta med, utan skickas ut med begränsad eller ingen ammunition alls i syfte att under skydd transportera en grupp skyttesoldater på sitt bakpansar.
Stridsvagnstypen används av Ryssland i invasionen av Ukraina. Typen sågs på slagfältet i Ukraina för första gången under april 2024.

## Namn
Vagntypen har fått flera öknamn. Just "sköldpaddsstridsvagn" härrör från att vagntypen påminner om en stridsvagn som blivit försedd med ett sköldpaddsskal, vilket i princip är fallet.
Det ryska namnet för vagntypen är tsar-mangal (ryska: царь-мангал), vilket är skapat i analogi med stora vapen såsom tsarkanonen och tsarbomben, där mangal (мангал) är den ryska militärslangen för skiktat takmonterat gallerpansar mot drönaranfall (i västvärlden kallat ”cope cage”), döpt efter orientaliska spettgrillar vid namn mangal; det vill säga ungefär ”tsargrillen”.
Andra namn är stormgarage (штурмовые гаражи), stållada (стальной сарай), pansarlada (танка-сарая) och liknande skämtsamma namn, även bljatmobil (Блятьмобиль), typ ”slynmobilen”.